# Punta de la Galera (Torroella de Montgrí)
La Punta de la Galera és un cap amb una elevació màxima de 44 msnm a l'est de la Meda Gran la major illa de l'arxipèlag de les Illes Medes al municipi de Torroella de Montgrí a la comarca del Baix Empordà.